# Jan Suchenius Novobydžovský
Jan Suchenius Novobydžovský (16. století – před rokem 1663) byl český kronikář.

## Biografie
Jan Suchenius Novobydžovský se narodil koncem 16. století, vystudoval právnickou školu, posléze odešel do Třebíče, kde se v roce 1624 stal městským písařem, dle jiných zdrojů měl být městským písařem již od roku 1613. Jan Suchenius byl známý jako nekatolík, vyhýbal se cíleně katolickým mším. V padesátých letech 17. století byl prohlášen arcikacířem. Byl odvolán z místa městského písaře a byl nucen odeslat své náboženské knihy do Uher. Následně však byl donucen přejít na katolickou víru. Byl autorem jedné z městských kronik a dějepisných knih, kterou dopsal v roce 1655, písařem byl do roku 1658
V Třebíči je podle Jana Suchenia pojmenována ulice Sucheniova. Vlastnil dům č. p. 105 na Karlově náměstí.